# Araquidonilciclopropilamida
La Araquidonilciclopropilamida (Arachidonoyl Cyclopropylamide) es un ligando agonista endógeno de los receptores cannabinoides CB1, CB2 y el receptor huérfano GPR18. Induce a la hipotermia según ciertos estudios con animales. Es 325 veces más agonista del CB1 que del CB2.
Su fórmula molecular es C23H37NO